# Free State Stars Football Club
Maillots
Free State Stars Football Club est un club de football sud-africain basé à Phuthaditjhaba.

## Histoire
- 1979 : fondation du club sous le nom de Qwa Qwa Stars
- 2002 : le club est renommé Free State Stars

## Palmarès
| Compétitions nationales | Compétitions internationales |
| - Coupe d'Afrique du Sud (1) - Vainqueur : 2018 - Finaliste : 1994 - Coupe de la Ligue (1) - Vainqueur : 1994 - Finaliste : 1996 et 1999 - Baymed Cup (1) - Vainqueur : 2006 | - Vierge                     |

## Anciens entraîneurs
- 2017-2018 :  Luc Eymael